# Standardbred (raza de caballos americana)
La Standardbred es una raza de caballos americana conocida por su capacidad en carreras de trotones, donde los miembros de la raza compiten o bien al trote o al paso. Desarrollada en América del Norte, la raza standardbred está reconocida en todo el mundo. Esta raza puede localizar su sangre en Inglaterra en el siglo XVIII. Son caballos sólidos, bien construidos y con talantes buenos. Además de en carreras de trotones, el Standardbred se utiliza en una variedad de actividades hípicas, incluyendo la monta de esparcimiento y espectáculos de equitación, particularmente en el medio oeste y el este de Estados Unidos y en el sur de Ontario (Canadá).

## Historia

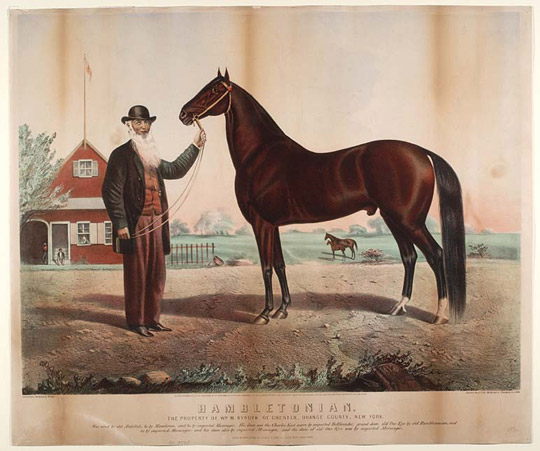
Hambletonian 10, un semental primigenio de la raza, en 1866.

En el siglo XVII, se celebraron las primeras carreras de trotones en las Américas, normalmente en campos con caballos ensillados. Hacia mediados del siglo XVIII, ya empezaron carreras oficiales con caballos en arnés. Las razas que contribuyeron al fondo del standardbred son el Narragansett Pacer, el Pacer canadiense, el Purasangre, el Norfolk Trotter, el Hackney, y el Morgan.

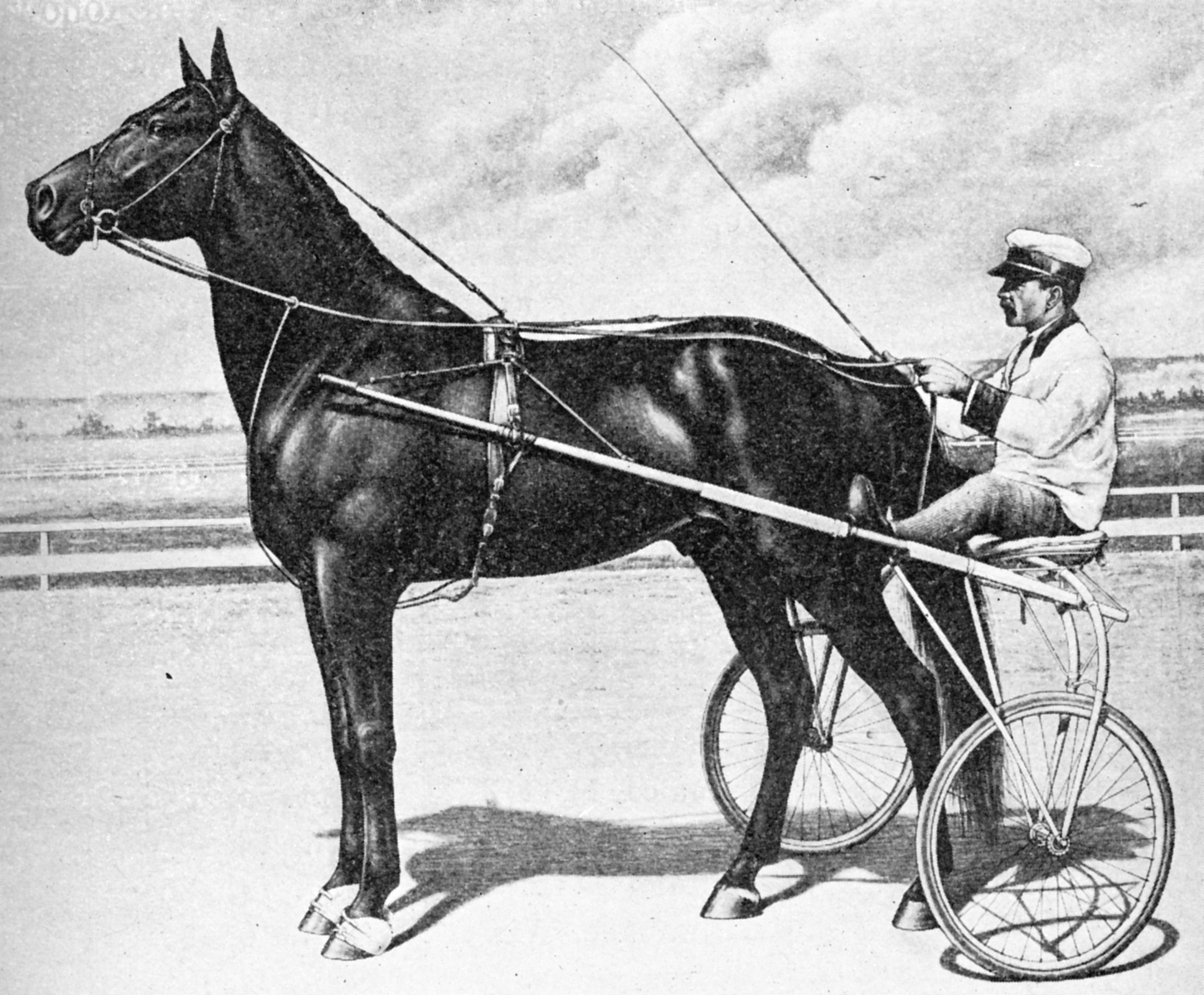
El caballo Dan Patch, semental significativo de Standardbred al paso, de alrededor de 1900.

Sus líneas de sangre se remontan hasta Inglaterra en 1780 a un potro  purasangre llamado Messenger. Fue un semental gris importado a los Estados Unidos en 1788. Engendró una serie de caballos de carreras, pero fue más conocido por su bisnieto, Hambletonian 10, el cual nació en 1849 y es considerado el padre fundador de la raza y de quien descienden todos los Standardbred. El caballo engendró 1.331 crías, 40 de las cuales trotaron una milla en menos de 2 minutos y 30 segundos.
La otra influencia en la raza fue el purasangre Diomed, nacido en 1777. Su descendencia, American Star, nacido en 1822, influyó en el desarrollo de la raza a través de las yeguas de su progenie que se cruzaron con Hambletonian 10. Cuando el deporte comenzó a ganar popularidad, se hizo una cría más selectiva para producir el trotador de arnés más rápido.
El registro de la raza se formó en Estados Unidos en 1879 por la Asociación Nacional de Criadores de Caballos Trotadores. El nombre surgió debido al "estándar" exigido a los reproductores, para poder trotar una milla en un límite de tiempo determinado. Cada Standardbred tenía que ser capaz de trotar una milla en menos de dos minutos y 30 segundos. Hoy en día, muchos de ellos son más rápidos que el estándar original, con varios trotando la milla en 1 minuto, 50 segundos  y trotando solo unos segundos más lentos que los pacers. Se encuentran líneas de sangre ligeramente diferentes en los manitas que en los pacers, aunque ambos pueden rastrear su herencia hasta Hambletonian.

## Características

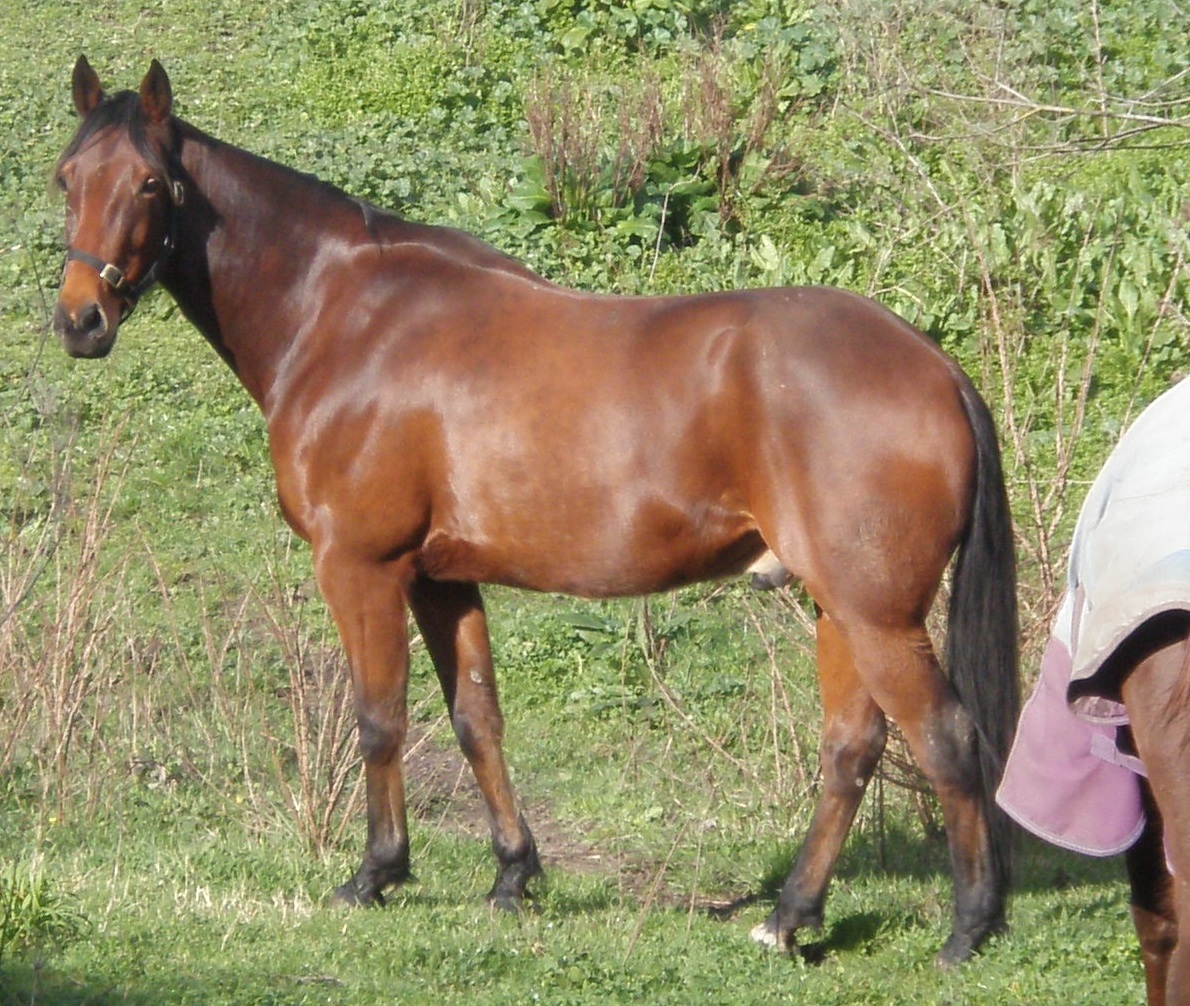
El Standardbred es más pesado en complexión que el purasangre, pero sigue mostrando calidad y refinamiento.

Los standardbreds tienden a ser más musculosos y de cuerpo más alargado que el purasangre. También son de talantes más plácidos, lo que va bien para  caballos cuyas carreras implican más estrategia y más cambios de velocidad que  las carreras de purasangres. Los standardbreds se consideran caballos orientados al trato con personas, y fáciles de entrenar. 
Tienen una amplia gama de alturas, de 142 a 173 cm (56 a 68 pulgadas), aunque la mayoría oscila entre 152 y 163 cm (60 y 64 pulgadas). A menudo son de color rojizo, marrón o negro aunque se ven otros colores como el castaño. También se encuentran grises y roanos.
El Standardbred normalmente pesa entre 360 y 450 kg (800 y 1000 libras). Sus cabezas son refinadas y rectas con frentes anchas, fosas nasales grandes y bocas poco profundas. El cuerpo típico del Standardbred es largo, con la cruz bien definida, con hombros fuertes y los músculos largos y pesados, lo que ayuda con las zancadas largas. El cuello del Standardbred es musculoso y debe estar ligeramente arqueado, con una longitud de media a larga. Sus patas son musculosas y sólidas, con pezuñas generalmente muy duras y duraderas.
Los Standardbred individuales tienden a trotar o caminar. El paso de carrera preferido de los trotones es el trote, donde las patas de los caballos se mueven en pares diagonales; cuando la pata delantera derecha se mueve hacia adelante, también lo hace la pata trasera izquierda, y viceversa. El ritmo es un paso lateral de dos tiempos; las patas delanteras de los marcapasos se mueven al unísono con las patas traseras del mismo lado. Sin embargo, la raza también puede realizar otros pasos de caballo, incluido el galope, aunque este paso está penalizado en las carreras de trotones.
La capacidad de marcapasos está vinculada a una mutación de un solo punto en el gen DMRT3, que se expresa en la subdivisión I6 de las neuronas de la médula espinal; esta área es responsable de coordinar la red locomotora que controla los movimientos de las extremidades. Esta mutación puntual causa la terminación temprana del gen al codificar un Codón de terminación, alterando así la función de este factor de transcripción.

## Cría de caballos de raza estándar
Hoy en día, hay líneas separadas de «manitas» y «pacers en la raza». Las líneas Pacer incluyen las de Direct, Abidale, Neeble Hanover y el hijo de este último, Night Dream. Líneas de manitas - Volomite, Escocia, Askworthy. En 2020 , en el American Standardbred Trotter , las mejores líneas fueron : 1 . Línea de la Victoria del Valle - 1.55.3; nacido en 1986 - (Speedy Scott > Speedy Crown > Speedy Somolly > Baltic Speed) ; El mejor nieto de Valley Victory - Muscle Hill - 1.50.1 - nacido en 2006, ahora ocupa el puesto número 1 entre los machos trotones en los EE. UU. 2. Línea de la Victoria Noble - 1.55.3; nacido en 1962, se desarrolla a través de su hijo - Garland Lobella - 1.55.3; nacido en 1981 , su mejor nieto - Capítulo Siete - 1.50.1; nacido en 2008

## Caballo de raza estándar en Rusia
La raza de trotón de raza estándar estadounidense comenzó a criarse en Rusia en el Kuban GZK en la década de 1980 del siglo pasado. En 2010, las yeguas de Kuban GZK fueron transferidas a la yeguada Olkhovatsky, región de Vorónezh. Y el primer éxito fue hecho por esta yeguada - Flodar - 1.56.2; nacido en 2015, que ganó el Derbi en el CMI de Moscú en 2019, bajo la monta de la maestra jinete Irina Prozorova.
En Rusia, los sementales estadounidenses más modernos son hijos y nietos del famoso trotón Speed Crown (Speed Cattle - Missile To 1968), quien le dio al semental Prakas el récord mundial (1 minuto 53 segundos).
A principios del siglo XXI, el trotón americano en Rusia se cría en las siguientes granjas de caballos:
- Kuban GZK
- Yeguada Samara
- GSH "Petrovsky" de la región de Lipetsk
- Yeguada de Kazán
- Yeguada de Perm
- Empresa Unitaria Estatal para la cría de caballos "Adyghe"
- Granja de sementales de Chuvash. V. I. Chapaeva [2]
- Yeguada Perevozsky
- Yeguada Chesme
- Yeguada Maykop
- Región de KH V. I. Tikhomirov Oryol
- OOO Konny Zavod SIN, Territorio de Krasnodar
- Región de Oryol LLC "Troitskoe"
- LLC PKF "Baikal" de la región de Irkutsk
- SPK "Ruslan", República de Mordovia
- OOO "Vlades"

## En Francia

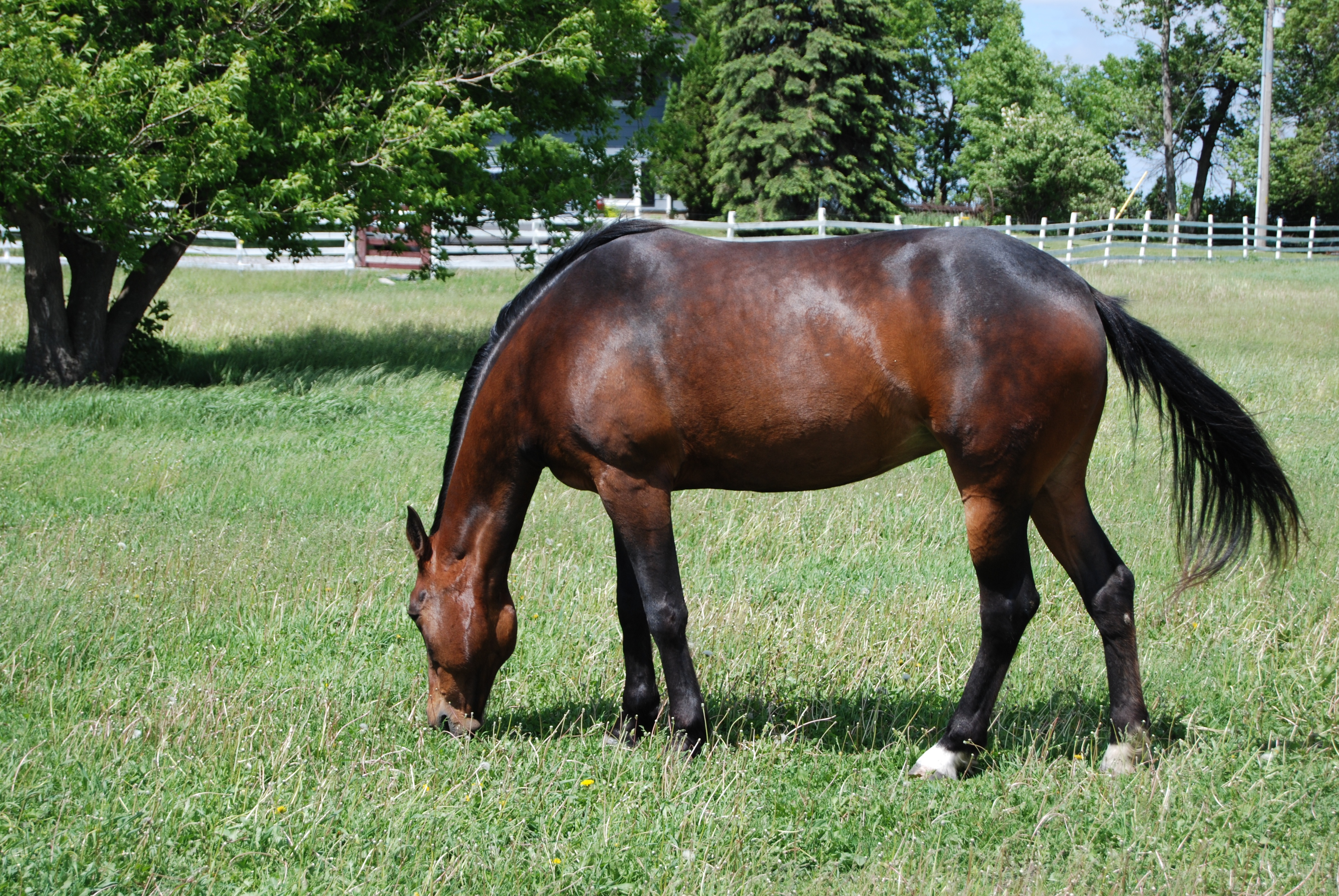
El Troton francés está fuertemente influenciado por el Standardbred.

La raza estándar se ha utilizado en cruces con otras razas, particularmente con el trotón francés (TF) desde el período de entreguerras. Los machos reproductores Net Worth, The Great Mac Kinney, Sam Williams y Calumet Delco han dejado su huella en las líneas francesas La campeona Roquépine es cruzada con el líder de la raza estadounidense Star's Pride, cuyos potros fueron adquiridos por las Yeguadas Nacionales de Francia y autorizados para su reproducción como trotón francés. En la década de 1990, el mestizaje con especímenes estadounidenses pasó a estar muy controlado El libro genealógico de TF ya se ha cerrado, pero la aportación de esta sangre americana ha marcado la raza francesa, que se ha vuelto mucho más precoz.

## Usos

### Carreras de trotones
Los standardbreds son conocidos por su habilidad en las carreras de trotones, siendo los más rápidos caballos del mundo al trote. Debido a su velocidad, se utilizan a menudo  para mejorar otras razas de trotones del mundo, como el Orlov Trotter y el Trotter francés.
En Australia, Canadá, Nueva Zelanda, el Reino Unido, y los Estados Unidos, se celebran  carreras tanto para trotones como para al paso. En Europa continental, todas las carreras de trotones se hacen con trotones.  Las principales carreras para trotones norteamericanos incluyen el Peter Haughton Memorial para ejemplares de dos años y el World Trotting Derby, Yonkers Trot, Hambletonian y Kentucky Futurity para ejemplares de tres años. El Hambletonian a veces se conoce como el "Kentucky Derby of Harness Racing". La Triple Corona de Trotting está formada por Yonkers Trot, Hambletonian Stakes y Kentucky Futurity.

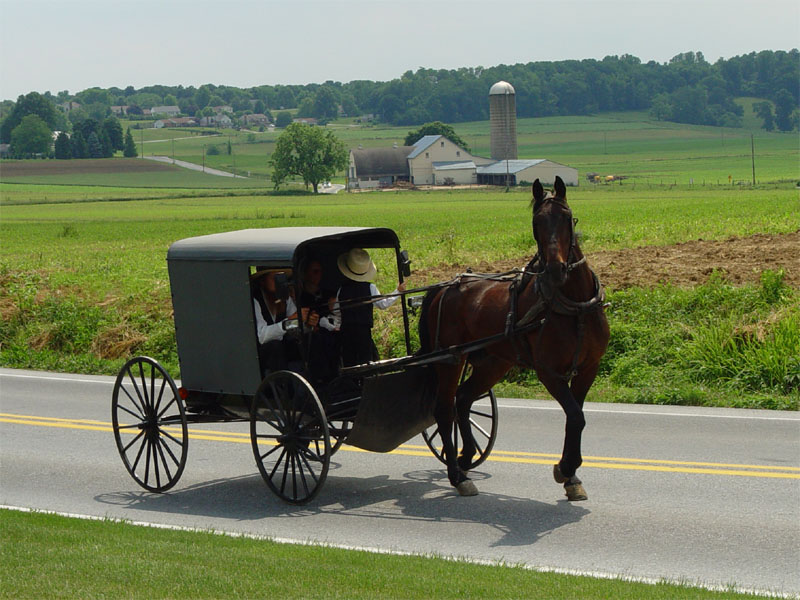
Standardbred tirando de un buggy Amish

En 1968, Cardigan Bay, un ejemplar criado en Nueva Zelanda, se convirtió en el primero de su raza en ganar un millón de dólares estadounidenses y el noveno caballo en hacerlo en todo el mundo (los ocho primeros eran purasangre). Fue popular en Estados Unidos y apareció con Stanley Dancer en The Ed Sullivan Show como el "caballo del millón de dólares".
Algunas de las principales carreras de ritmo en América del Norte incluyen Woodrow Wilson y Metro Stake para ejemplares de dos años, y Little Brown Jug, Meadowlands Pace, North America Cup y Adios Pace para ejemplares de tres años. El Little Brown Jug, el Messenger Stakes y el Cane Pace comprenden la Pacing Triple Crown. Las principales carreras en Australia y Nueva Zelanda incluyen la Copa de trote de Nueva Zelanda, el Miracle Mile Pace y la serie Inter Dominion.

### Otros usos

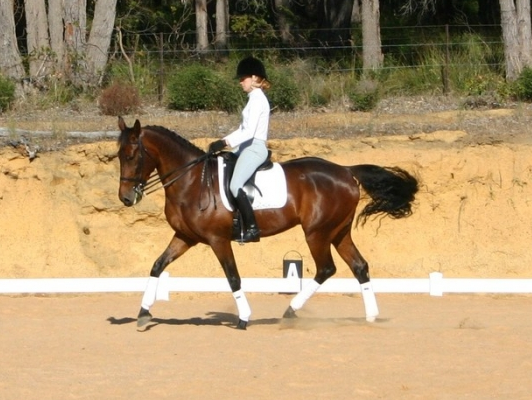
Standardbred realizando doma clásica.

Los standardbreds se usan también en espectáculos de equitación y para equitación de esparcimiento. Son también populares como caballos para arrastrar ligeros buggy  por los Amish, que no usan vehículos motorizados.
Muchos Standardbreds jubilados encuentran una segunda carrera fuera de las pistas con la ayuda de organizaciones como la Organización Standardbred Pleasure Horse.
La raza es bastante buena saltando, lo que los hace adecuados para las disciplinas de caballos deportivos de silla para caza, salto de obstáculos, espectáculos de caza y concurso completo. Esta raza también se ve en la doma, y su excelente temperamento los convierte en buenos caballos para montar en senderos y ranchos.
Además, debido a la genética de la raza, también se les puede animar y entrenar para que realicen andares suaves, en particular, la cremallera y el paso a paso. El número de ejemplares de  Standardbreds dedicados a la marcha está creciendo constantemente en los Estados Unidos, con algunas granjas de sementales dedicadas a criar individuos con esta característica. Los pasos de ambladura estándar también están ganando popularidad en Australia como caballos de resistencia, desde los recorridos sociales de 20 km y los recorridos de entrenamiento de 40 km, hasta los recorridos de resistencia de 80 km. Son conocidos por sus huesos fuertes y densos, conformación adecuada y capacidad para mantener altas velocidades de trote durante largos períodos de tiempo cómodamente. El temperamento amable y manejable de la raza también contribuye a su popularidad. Estas características son especialmente atractivas para los jinetes que no desean competir con los caballos árabes criados especialmente, que a menudo son más difíciles y competitivos de montar.

## Difusión de la crianza
Equine Science, en su edición de 2012, clasifica al Standardbred entre las razas de caballos de silla conocidas internacionalmente.